# توماش کابرله
توماش کابرله (انگلیسی: Tomáš Kaberle؛ زادهٔ ۲ مارس ۱۹۷۸) بازیکن هاکی روی یخ اهل جمهوری چک است.
وی همچنین برندهٔ جوایزی همچون جام استنلی شده‌است.
از باشگاه‌هایی که در آن بازی کرده‌است می‌توان به مونترآل کانادینز و کارولینا هوریکانز اشاره کرد.